# Hieronim z Weert
Hieronim z Weert (ur. 1522 w Weert w Holandii, zm. 9 lipca 1572 w Brielle) – kapłan franciszkanin, męczennik, święty Kościoła katolickiego.
Pochodził z bogatej rodziny o katolickich korzeniach. W młodości wstąpił do franciszkanów, po odbyciu studiów filozoficzno-teologicznych został wyświęcony na kapłana.
Wyjechał jako misjonarz do Ziemi Świętej. Pracował w Kustodii Ziemi Świętej. Za próby nawracania muzułmanów na chrześcijaństwo został osadzony w więzieniu. Naznaczono jego ciało znakami krzyża wyciętymi na piersiach i na prawym ramieniu. Potem kazano mu wracać do Europy. W Holandii głosił kazania i polemizował z protestantami. Był nazywany "pielgrzymem Ziemi Świętej".
Gdy w Holandii doszło do wystąpień gezów, opowiadających się za kalwinizmem, został aresztowany razem ze swoimi współbraćmi z klasztoru w Gorkum. Po torturach męczennicy z Gorkum zostali przewiezieni do Brielle, gdzie miała odbyć się dysputa z naśladowcami Jana Kalwina. Próbowano wymusić na zakonnikach i pojmanych z nimi księżach diecezjalnych odstępstwo od wiary w prawdziwą obecność Chrystusa w Eucharystii i prymat papieża w Kościele. Chociaż po interwencji mieszkańców Gorkum książę Wilhelm Orański nakazał zwolnienie aresztowanych, Willem II van der Marck, przywódca gezów, kazał wszystkich powiesić. Hieronim z Weert został jako jeden z pierwszych pocięty żywcem, za to, iż ośmielił się odważnie wystąpić w obronie czci Matki Bożej, świętych i papieża wyśmiewanych przez jednego z oprawców.
Męczennik został kanonizowany 29 czerwca 1867 przez papieża Piusa IX. Męczennicy z Gorkum, wśród nich św. Hieronim z Weert, czczeni są w liturgii Kościoła katolickiego 9 lipca, przede wszystkim w kościołach i parafiach franciszkańskich.